# Harold Lea Fetherstonhaugh
Harold Lea Fetherstonhaugh, né à Montréal en 1887 et décédé dans la même ville en 1971, est un architecte montréalais.

## Biographie
Il fut diplômé de l'université McGill en architecture en 1909 avant de parfaire son art aux côtés des frères Edward Maxwell et William Sutherland Maxwell. Il fonde une agence avec J. C. McDougall avant de poursuivre solo en 1923 puis d'en créer une nouvelle en 1934 où il travaillera jusqu'en 1955.
Harold Lea Fetherstonhaugh est l'architecte de l'église St-Andrew and St-Paul de Montréal. Il est auteur de l'édifice de la National Breweries à Montréal au 990, rue Notre-Dame ouest, l'ancienne Clinique médicale Laurier (qui abrite aujourd'hui le siège social de Jeunesses Musicales Canada) au 305, avenue du Mont-Royal Est, et le pavillon William et Henry Birks du McGill University School of Religious Studies (en). Il réalise également plusieurs maisons pour la haute société montréalaise, dont le manoir Beaubois (1929) pour Douglas S. McMaster, qui fait maintenant partie du Collège Beaubois dans le secteur de Pierrefonds, à Montréal.